# Платонов, Сергей Владимирович
Серге́й Влади́мирович Плато́нов (бел. Сяргей Уладзіміравіч Платонаў; род. 12 декабря 1990) — белорусский легкоатлет, специалист по бегу на средние и длинные дистанции. Выступает за сборную Белоруссии по лёгкой атлетике с 2009 года, многократный победитель и призёр первенств национального значения, участник ряда крупных международных стартов. Мастер спорта Республики Беларусь международного класса.

## Биография
Сергей Платонов родился 12 декабря 1990 года.
Занимался лёгкой атлетикой в Специализированной детско-юношеской школе олимпийского резерва в Жлобине и в Областном центре олимпийского резерва в Могилёве, представлял Спортивный клуб Федерации профсоюзов Беларуси. Тренеры — В. С. Боленков, А. И. Киценко, С. А. Юденков, М. С. Шевцов.
Впервые заявил о себе на международном уровне в сезоне 2009 года, когда вошёл в состав белорусской сборной и выступил на юниорском европейском первенстве в Нови-Саде, где в беге на 10 000 метров стал бронзовым призёром.
В 2010 году на дистанции 3000 метров показал восьмой результат в Суперлиге командного чемпионата Европы в Бергене. На чемпионате Европы по кроссу в Албуфейре финишировал шестым в молодёжной гонке.
В 2011 году в беге на 3000 метров занял 13-е место на чемпионате Европы в помещении в Париже и восьмое место в Суперлиге командного чемпионата Европы в Стокгольме, в дисциплинах 5000 и 10 000 метров финишировал восьмым и десятым на молодёжном европейском первенстве в Остраве, был пятым среди молодёжи на кроссовом чемпионате Европы в Веленье.
В 2013 году бежал 3000 и 5000 метров в Суперлиге командного чемпионата Европы в Гейтсхеде, в обоих случаях закрыл десятку сильнейших.
В 2015 году в Суперлиге командного чемпионата Европы в Чебоксарах стал 11-м в беге на 1500 метров и восьмым в беге на 3000 метров.
В 2017 году занял 27-е место на Кубке Европы по бегу на 10 000 метров в Минске.
На чемпионате Европы по кроссу 2018 года в Тилбурге завоевал бронзовую награду в программе смешанной эстафеты.
В 2019 году на кроссовом чемпионате Европы в Лиссабоне получил в смешанной эстафете серебро.
Мастер спорта Республики Беларусь международного класса.